# Robert Themptander
Oscar Robert Themptander (Stoccolma, 14 febbraio 1844 – Stoccolma, 30 gennaio 1897) è stato un politico svedese liberale, che ha ricoperto l'incarico di Primo ministro di Svezia dal 1884, anno in cui prese il posto di Carl Johan Thyselius al 1888 (sostituito da Gillis Bildt), durante il Regno di Oscar II.